# Afrikanische Glaswelse
Die Afrikanischen Glaswelse (Schilbeidae) kommen in ganz Afrika südlich der Sahara, mit Ausnahme der Kapregion, aber einschließlich des gesamten Nils vor.

## Merkmale
Es sind sechs Zentimeter bis 1,80 Meter lange Fische, die ihren Namen von der hellen, oft fast durchscheinenden, weißlichen bis silbrigen Körperfarbe haben. Ihr Körper ist schlank, langgestreckt und seitlich zusammengedrückt. Der Kopf ist flach, mit drei bis vier Paar Barteln am Maul. Die Afterflosse ist sehr lang, hat 24 bis 90 Flossenstrahlen und ist nicht mit der gegabelten Schwanzflosse zusammengewachsen. Die Rückenflosse ist kurz, hat einen Hartstrahl und fehlt bei der Gattung Parailia. Auch die Bauchflossen fehlen bei einigen Arten.

## Lebensweise
Afrikanische Glaswelse sind tagaktive Schwarmfische, die nicht wie die Mehrzahl der Welse am Gewässergrund, sondern meist lebhaft schwimmend im offenen Wasser leben. Einige Arten verharren auch meist still, nur leicht mit der Schwanzflosse schlagend zwischen Wasserpflanzen. Afrikanische Glaswelse ernähren sich von kleineren Fischen, Krebstieren und Insekten. Sie sind eierlegend.

## Gattungen und Arten
- Gattung Irvineia Trewavas, 1943
  - Irvineia orientalis Trewavas, 1964
  - Irvineia voltae Trewavas, 1943
- Gattung Parailia Boulenger, 1899
  - Parailia congica Boulenger, 1899
  - Parailia occidentalis (Pellegrin, 1901)
  - Parailia pellucida (Boulenger, 1901)
  - Parailia somalensis (Vinciguerra, 1897)
  - Parailia spiniserrata Svensson, 1933
- Gattung Pareutropius Regan, 1920
  - Pareutropius buffei (Gras, 1961)
  - Pareutropius debauwi (Boulenger, 1900)
  - Pareutropius longifilis (Steindachner, 1914)
  - Pareutropius mandevillei Poll, 1959
- Gattung Schilbe Oken, 1817 (21 Arten)Schilbe uranoscopus
- Gattung Siluranodon Bleeker, 1858

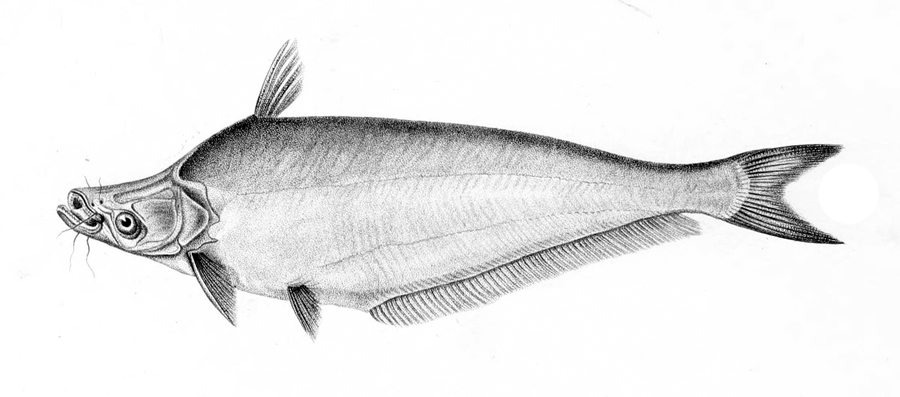
Schilbe uranoscopus

  - Siluranodon auritus (É. Geoffroy Saint-Hilaire, 1809)

Die ursprünglich in die Familie Schilbeidae gestellten asiatischen Gattungen bilden seit Anfang 2016 die Familie der Asiatischen Glaswelse (Ailiidae).